# Puerta Carmentale

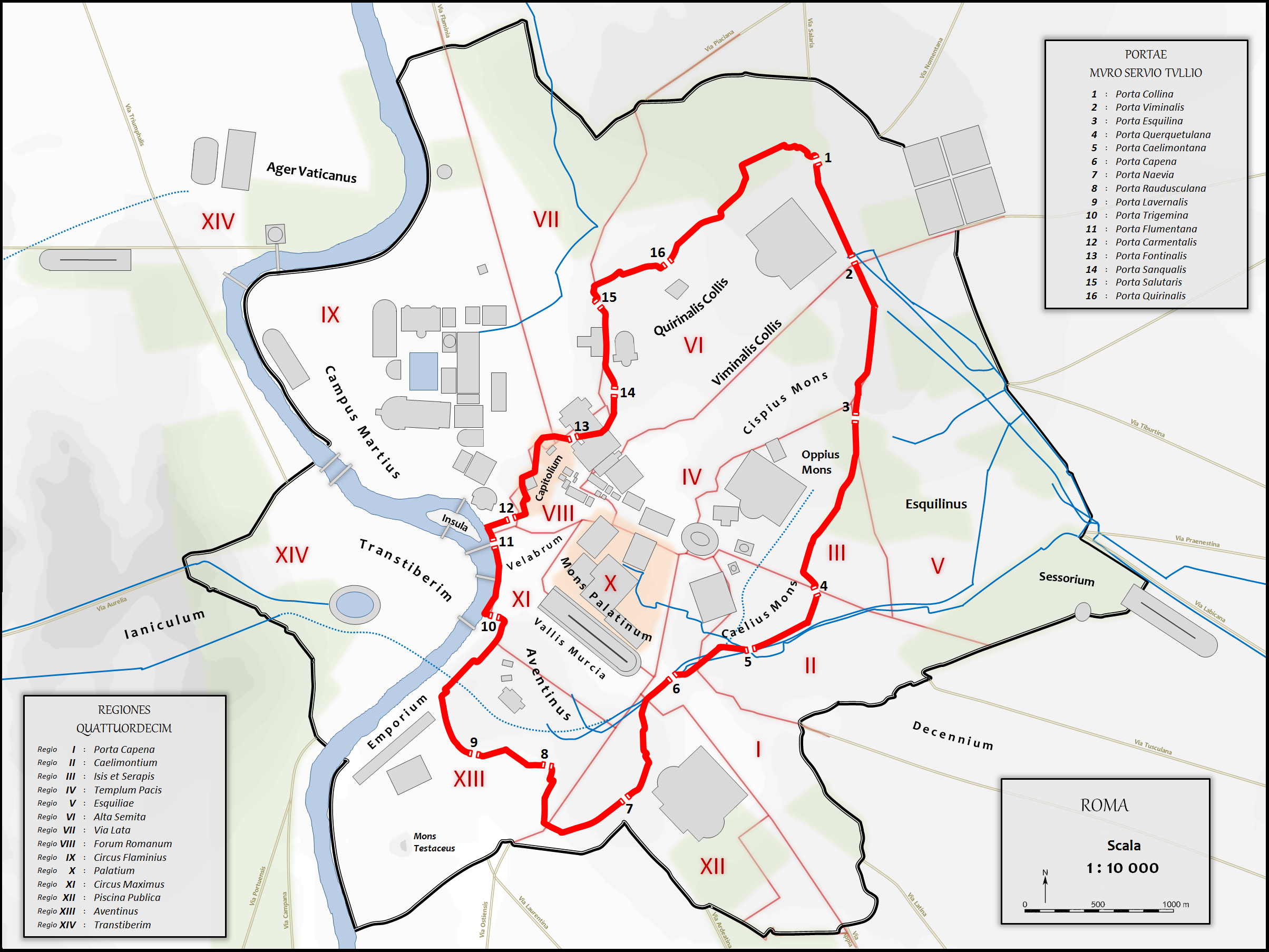
Trazado de la muralla serviana (en rojo) y ubicación de la puerta Carmentale en el número 12.

La puerta Carmentale (latín: Porta Carmentalis;italiano: Porta Carmentale) es una de las puertas de las murallas servianas de la Roma antigua, situada entre la puerta Flumentana y la puerta Fontinalis.

## Nombre y ubicación
Era una puerta doble de entrada a Roma y debe su nombre a un santuario cercano dedicado a la diosa o ninfa Carmenta (ara Carmentalis), bajo la ladera suroeste del Capitolio. La importancia en la primitiva religión romana también queda patente por la asignación de una de las quince flaminas a su culto y por laa arcaicas fiestas en su honor, las Carmentales. El santuario se encontraba a la derecha al salir de la puerta. La puerta da servicio al Vicus Iugarius.
En el octavo libro de la Eneida, Virgilio habla del rey Evandro que, acompañando a Eneas al lugar donde se levantaría la ciudad de Roma, le muestra el altar dedicado a la ninfa Carmenta, en donde en sus cercanías, más tarde se construiría la puerta.

## Descripción
La puerta, identificada con restos desenterrados al noroeste del área de Sant'Omobono, consta de dos aberturas. Al parecer, los dos arcos de la puerta estaban dispuestos en ángulo y recibían nombres distintos. Era de mala suerte salir de la ciudad por el arco de la derecha (dexter ianus) llamado porta Scelerata ("puerta maldita"), que se suponía que debía su nombre al desastre militar del Crémera contra los etruscos en 477 a. C., ya que los 306 fabios que murieron habían salido por esa puerta. Sin embargo, las murallas servianas no existían en aquella época. El carácter maldito de la puerta se debe probablemente al transporte de cadáveres fuera de la ciudad hacia las piras funerarias del Campus Martius. La tumba familiar de los claudios se encontraba fuera de la Porta Carmentalis.
El carácter fatídico de este acontecimiento dejó una huella duradera en los romanos y dio lugar a restricciones especiales en el uso de esta puerta, por la que sólo se podía pasar de una determinada manera. Otra explicación de este carácter maldito podría ser que la puerta Carmentale se asemejaba a una puerta decumana, tradicionalmente considerada de mal agüero en la religión romana.
La otra puerta era la Porta Triumphalis. Un gobernador romano que regresaba de su provincia no podía entrar por esta puerta a menos que se le hubiera concedido un triunfo. Por tanto, debía de ser habitual utilizar la Porta Scelerata para entrar y la Triumphalis para salir. Los cortejos fúnebres invertían el sentido normal del tráfico en la Scelerata, al igual que la procesión triunfal en la Triumphalis. Augusto tuvo el honor especial de que su cortejo fúnebre saliera por la Triumphalis.
Los templos de Mater Matuta y Fortuna estaban cerca. La puerta fue reconstruida por Domiciano y fue rematada con un grupo escultórico de un carro triunfal tirado por elefantes, para celebrar su campaña contra los sármatas y los marcomanos.
La puerta está representada en un relieve escultórico que data del reinado de Marco Aurelio. Finalmente fue destruido por orden del emperador Constantino I.
El Vicus Iugarius se bifurcaba justo antes de llegar a la puerta Carmentale, con una rama que pasaba por el Forum Holitorium haciendo una curva a la derecha alrededor del pie de la colina Capitolina, y la otra que pasaba por el Forum Boarium hasta la desembocadura de la Cloaca Maxima en el Tíber. A pesar de las excavaciones realizadas en la zona desde finales de los años 1930, su ubicación precisa sigue sin estar clara. Livio menciona la puerta como el punto de entrada de una procesión ritual que tuvo lugar en el año 207 a. C. como parte de un sacrificio expiatorio por Juno. Dos vacas blancas fueron conducidas desde el templo de Apolo a través de la puerta y a lo largo del Vicus Iugarius hasta el Foro.